# رسلمانیا ۴۲
رویداد رسلمانیا ۴۲ (انگلیسی: WrestleMania 42) که با نام رسلمانیا وگاس (انگلیسی: WrestleMania Vegas) نیز تبلیغ می‌شود، یک رویداد کشتی حرفه‌ای پیش‌رو است که توسط پروموشن آمریکایی دبلیودبلیوئی تولید می‌شود. این رویداد، چهل و دومین رویداد سالیانه رسلمانیا است که در روزهای شنبه ۱۸ و یک‌شنبه ۱۹ آوریل ۲۰۲۶، در ورزشگاه الیجنت در پارادایس، نوادا برگزار خواهد شد و شامل کشتی‌گیران برند راو و اسمک‌داون خواهد بود.
در ابتدا قرار بود رسلمانیا ۴۲ در ۱۱ و ۱۲ آوریل ۲۰۲۶ در ورزشگاه سزار سوپردوم در نیواورلئان، لوئیزیانا برگزار شود، اما در ماه مه ۲۰۲۵ به لاس وگاس منتقل شد. رسلمانیا ۴۲ دومین رسلمنیای متوالی است که پس از رسلمانیا ۴۱ در سال ۲۰۲۵ در این مکان برگزار می‌شود و سومین رسلمانیا در منطقه لاس وگاس، از جمله رسلمانیا ۹ در سال ۱۹۹۳ است. این همچنین دومین باری است که رسلمانیا در سال‌های متوالی در یک مکان برگزار می‌شود؛ پس از رسلمانیا ۴ و ۵ در سال‌های ۱۹۸۸ و ۱۹۸۹ که در سالن همایش‌های آتلانتیک سیتی در آتلانتیک سیتی، نیوجرسی برگزار شدند.

## پس‌زمینه
رسلمنیا، مهم‌ترین پی‌پرویو و رویداد کمپانی آمریکایی دبلیودبلیوئی است که از سال ۱۹۸۵ بدین‌سو همه ساله در حال برگزاری است. این رویداد، طولانی‌ترین رویداد سالیانه کشتی حرفه‌ای است که در حال تولید بوده و همچنان در حال برگزاری است و در کنار رویدادهای رویال رامبل، سامر اسلم، سروایور سریز و مانی این د بنک، جزء ۵ رویداد مهم دبلیودبلیوئی در سال است.
در فوریه ۲۰۲۵، گزارش‌هایی منتشر شد مبنی بر اینکه رسلمنیا ۴۲ در ورزشگاه سزار سوپردوم در نیواورلئان، لوئیزیانا برگزار خواهد شد؛ همان مکانی که میزبان رسلمنیا ۳۰ در سال ۲۰۱۴ و رسلمنیا ۳۴ در سال ۲۰۱۸ بود. در شوی اسمک‌داون به تاریخ ۲۱ فوریه، دواین «د راک» جانسون، عضو هیئت مدیره گروه تی‌کی‌او و کشتی‌گیر دبلیودبلیوئی، اعلام کرد که رسلمنیا ۴۲ در ۱۱ و ۱۲ آوریل ۲۰۲۶ در سزار سوپردوم برگزار خواهد شد. با این حال، در ۲۲ مه ۲۰۲۵، تأیید شد که رسلمنیا ۴۲ دیگر در نیواورلئان برگزار نخواهد شد. در حالی که جزئیات این تغییر فاش نشد، اعلام شد که این تغییر به عنوان بخشی از توافقی است که نیواورلئان، میزبان رویداد مانی این د بنک ۲۰۲۶ و رسلمنیا در آینده‌ای نزدیک خواهد بود. هم‌چنین گزارش‌هایی منتشر شد مبنی بر اینکه با موفقیت مالی رسلمنیا ۴۱ که در لاس وگاس برگزار شد، رسلمنیا ۴۲ ممکن است به این شهر بازگردد؛ در حالی که گزارش‌های دیگری نیز حاکی از احتمال برگزاری در یک مکان بین‌المللی بود.
در طول رویداد مانی این د بنک ۲۰۲۵ در ۷ ژوئن، دبلیودبلیوئی تأیید کرد که رسلمنیا ۴۲ در تاریخ ۱۸ و ۱۹ آوریل ۲۰۲۶ در ورزشگاه الیجنت در پارادایس، نوادا برگزار خواهد شد. این اتفاق سبب شد منطقه لاس وگاس برای سومین بار میزبان رسلمنیا باشد (۹[en]، ۴۱ و ۴۲). ورزشگاه الیجنت هم‌چنین اولین مکان پس از سال ۱۹۸۸ خواهد بود که از زمان سالن همایش‌های آتلانتیک سیتی[en] در آتلانتیک سیتی، نیوجرسی، میزبان رسلمنیاهای متوالی خواهد بود (۴[en]  و ۵[en]).

## داستان‌ها
همانند سایر رویدادهای کشتی حرفه‌ای، داستان‌ها از پیش تعیین شده بوده و خطوط داستانی در شوهای هفتگی راو و اسمک‌داون جریان داشته و در پایان منتهی به یک مسابقه در پی‌پرویو می‌شوند.